# Joachim Eilers
Joachim „Joe“ Eilers (* 2. April 1990 in Köln) ist ein deutscher Bahnradsportler.

## Sportliche Laufbahn
Joachim Eilers begann 1999 mit dem Radsport bei dem Verein „SG/EC Bayer Köln Worringen“ (heute SG Köln-Worringen). Von 2002 bis 2003 startete er für den RC Staubwolke Quadrath 74 e. V. Später wechselte er zum Solinger Verein „RC Schwalbe 03 Solingen“. Seit 2004 ist er Mitglied des Chemnitzer Polizeisportvereins und fuhr bis 2012 für das Chemnitzer Team Erdgas.2012. Er besuchte das dortige Sportgymnasium. Seit 2006 errang Joachim Eilers mehrfach Podiumsplätze bei deutschen Junioren- und Jugend-Meisterschaften auf der Bahn.
Im Januar 2010 belegte Eilers den zweiten Platz beim Weltcuprennen in Peking im 1000-m-Zeitfahren und nahm im selben Jahr an den Bahnrad-Weltmeisterschaften in Ballerup teil. Bei den Deutschen Bahn-Meisterschaften 2010 in Cottbus wurde er deutscher Vize-Meister im Teamsprint gemeinsam mit Robert Förstemann und Carsten Bergemann. Bei den Europameisterschaften 2010 in Sankt Petersburg holte Joachim Eilers im Teamsprint (U23) die Goldmedaille gemeinsam mit Tobias Wächter (Schwerin) und Philipp Thiele (Cottbus), wurde Europameister im Keirin und im 1000-Meter-Zeitfahren hinter dem Franzosen Quentin Lafargue Vize-Europameister.
Bei den UCI-Bahn-Weltmeisterschaften 2011 in Apeldoorn belegte Eilers in seinem zweiten Jahr in der Elite-Klasse im 1000-m-Zeitfahren den fünften Platz; bei den deutschen Meisterschaften im selben Jahr errang er den Vize-Titel in dieser Disziplin. Im Juli wurde er bei den Bahn-Europameisterschaften im portugiesischen Anadia Europameister (U 23) im Teamsprint, gemeinsam mit Erik Balzer und Stefan Bötticher, sowie Vize-Europameister im 1000-Meter-Zeitfahren und im Keirin. Im Dezember 2013 gewann Eilers gemeinsam mit René Enders und Förstemann den Teamsprint beim zweiten Lauf des Bahnrad-Weltcups 2013/14 den Teamsprint; in der Qualifikation fuhren die drei Sportler mit 41,871 Sekunden einen neuen Weltrekord. Das Trio verbesserte damit die alte Rekordmarke von 42,600 Sekunden, die die britische Mannschaft bei den Olympischen Spielen 2012 in London gefahren war.
2014 wurde Eilers Vize-Weltmeister im Zeitfahren sowie zweifacher Europameister, im Keirin sowie im Teamsprint (mit Robert Förstemann und Tobias Wächter). Im Jahr darauf konnte er im Zeitfahren seinen Erfolg als UCI-Bahn-Weltmeisterschaften 2015 im Zeitfahren wiederholen und wurde erneut Vize-Weltmeister in dieser Disziplin. Bei den Europameisterschaften im selben Jahr errang er Silber im Zeitfahren sowie gemeinsam mit Förstemann und Max Niederlag Bronze im Teamsprint.
2016 wurde Eilers für die Teilnahme an den Olympischen Spielen in Rio de Janeiro nominiert. Im Teamsprint belegte er gemein mit Maximilian Levy und René Enders Rang fünf, im Keirin wurde er Vierter.
2017 gewann Joachim Eilers gemeinsam mit Levy und Förstemann beim Lauf des Bahnrad-Weltcups 2017/18 in Manchester den Teamsprint und wurde zweifacher Vize-Europameister, im 1000-Meter-Zeitfahren und im Teamsprint (mit Förstemann und Levy); 2018 und 2019 hatte er weitere Erfolge beim Bahn-Weltcup und bei den Bahn-Europameisterschaften.
Anfang Oktober 2021 gewann Eilers die Bronzemedaille im Keirin bei der Europameisterschaft in Grenchen. Ebenfalls im Oktober 2021 erkämpfte sich Eilers bei den UCI-Bahn-Weltmeisterschaften 2021 in Roubaix die Bronzemedaille im 1000-Meter-Zeitfahren, er fuhr dabei seine persönliche Bestzeit auf einer Flachlandbahn (01:00,008). Im Teamsprint über 750 m sicherte er sich ebenfalls die Bronzemedaille (mit Stefan Bötticher, Nik Schröter und Marc Jurczyk).
Im Januar 2023 verkündete Joachim Eilers, dass er vom Kurzzeit- in den Ausdauerbereich wechseln werden und sich als Anfahrer für den Bahn-Vierer empfehlen möchte.

## Ehrungen
Am 9. März 2016 wurde Joachim Eilers gemeinsam mit Kristina Vogel und Max Niederlag mit einer Eintragung in das Goldene Buch der Stadt Chemnitz geehrt. 2015 und 2016 wurde er mit dem Chemmy als „Sportler des Jahres“ von Chemnitz ausgezeichnet.

## Erfolge
2009

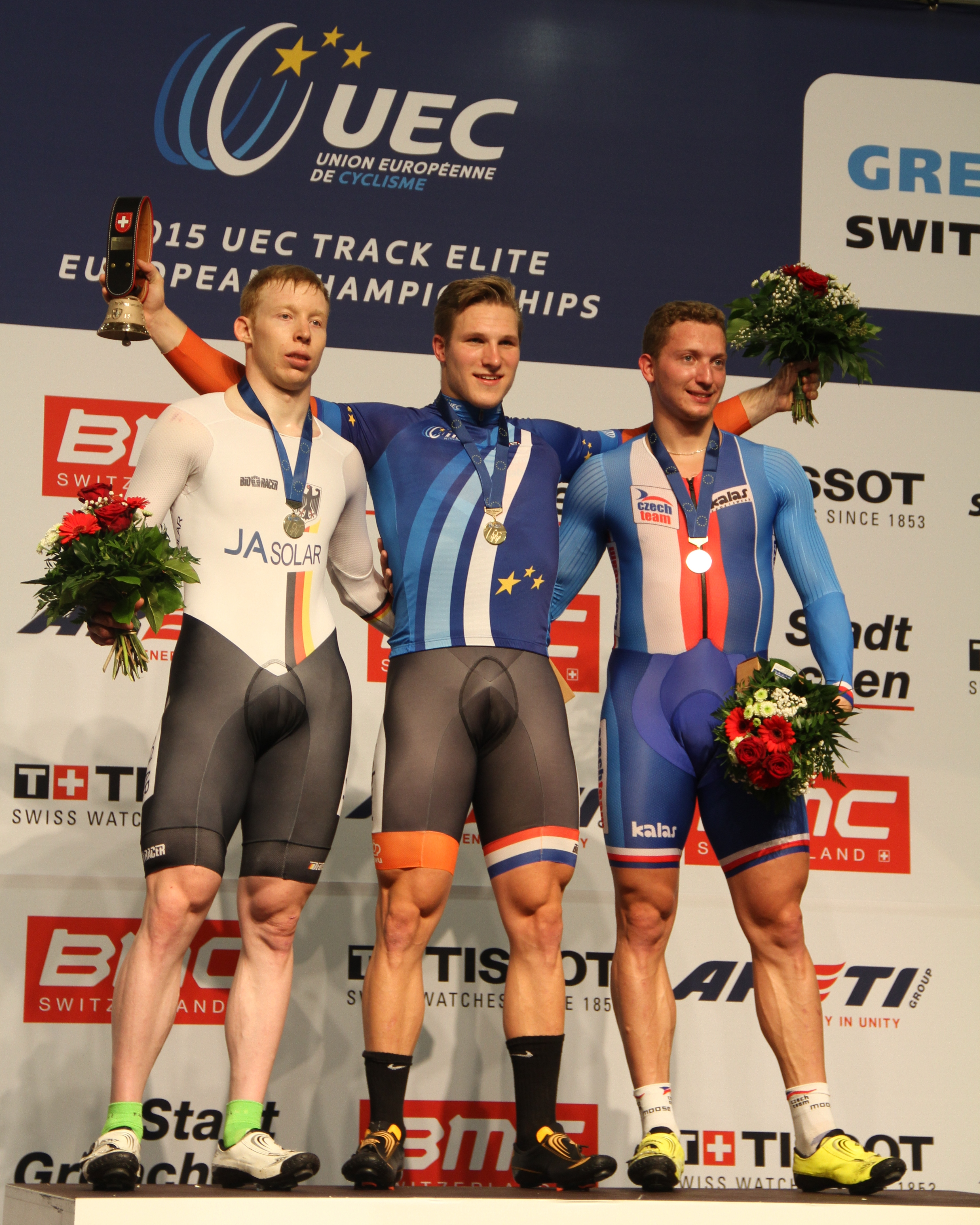
Bei den UEC-Bahn-Europameisterschaften 2015 errang Joachim Eilers (l.) Silber im Zeitfahren, hinter Jeffrey Hoogland (M.) und vor Robin Wagner.

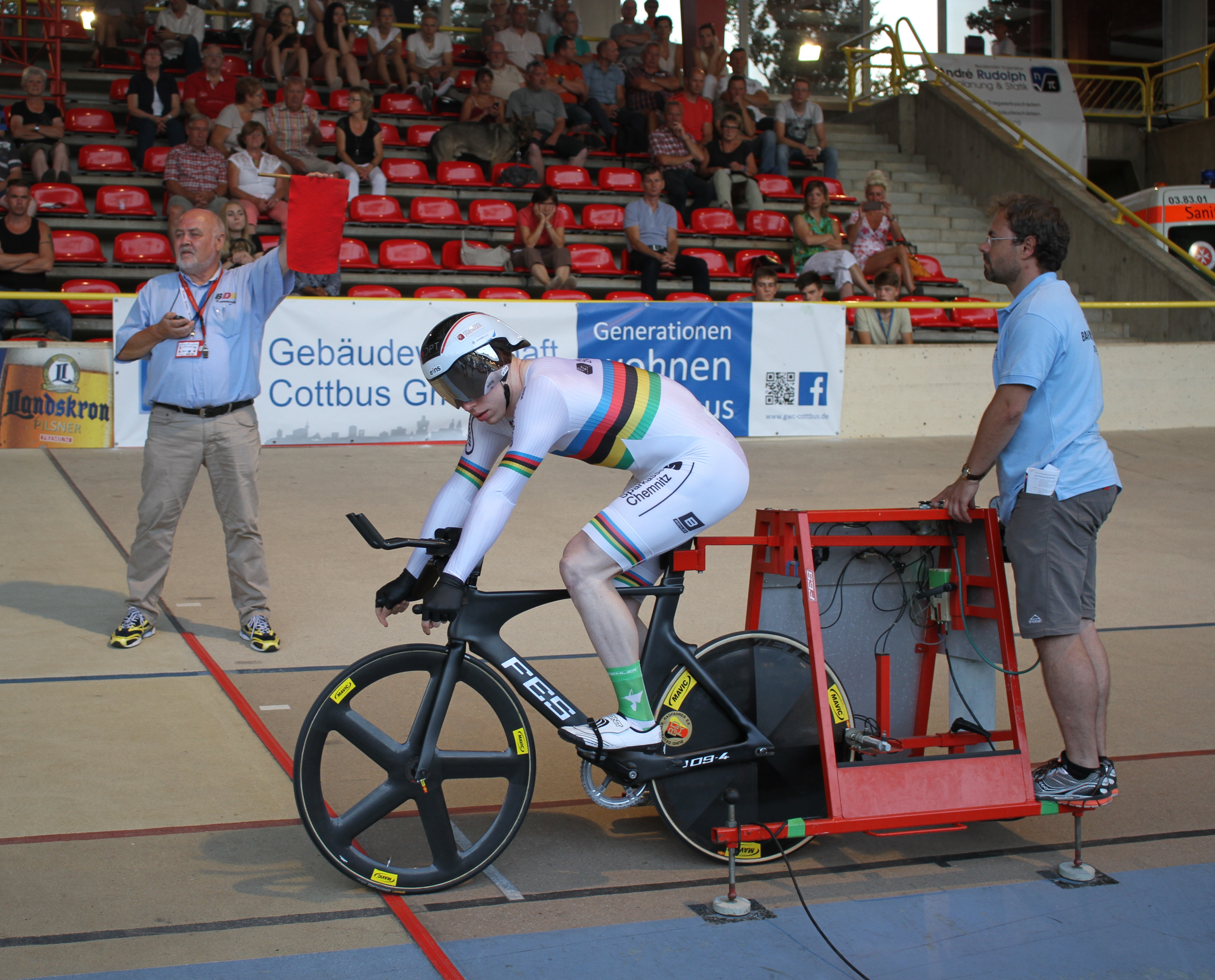
Start auf die 1000 Meter bei den deutschen Meisterschaften 2016

- Deutscher Meister 1000-Meter-Zeitfahren

2010
- U23-Europameisterschaft – Teamsprint
- U23-Europameisterschaft – Keirin
- 1000-Meter-Zeitfahren Bahn-Europameisterschaften (U23)
- Deutsche Meisterschaften im Bahnradsport – Teamsprint (mit Robert Förstemann und Carsten Bergemann)

2011
- 1. Lauf Bahnrad-Weltcup 2011/12 – Teamsprint (mit Maximilian Levy und Robert Förstemann)
- U23-Europameisterschaft – Keirin, 1000-Meter-Zeitfahren
- Deutsche Bahnradsportmeisterschaften 1000-Meter-Zeitfahren

2012
- Bahn-Europameister, Teamsprint (mit Max Niederlag und Tobias Wächter)
- Bahn-Europameisterschaften, Keirin

2014
- Bahn-Europameister – Keirin
- Bahn-Europameister – Teamsprint (mit Robert Förstemann und Tobias Wächter)
- Bahn-Weltmeisterschaften, 1000-Meter-Zeitfahren

2013
- Bahn-Weltmeisterschaften, 1000-Meter-Zeitfahren
- Bahnrad-Weltcup 2013/14 – Teamsprint (mit René Enders und Robert Förstemann)

2015
- Bahn-Weltmeisterschaften, 1000-Meter-Zeitfahren
- 1. Lauf Bahnrad-Weltcup 2015/16 – Keirin, Teamsprint (mit René Enders und Max Niederlag)
- 2. Lauf Bahnrad-Weltcup 2015/16 – Keirin, Teamsprint (mit René Enders und Robert Förstemann)
- Bahnrad-Weltcup 2015/16 Gesamtwertung Keirin
- Bahn-Europameisterschaften – 1000-Meter-Zeitfahren
- Bahn-Europameisterschaften – Teamsprint (mit Robert Förstemann und Max Niederlag)

2016
- Bahn-Weltmeister – Keirin
- Bahn-Weltmeister – 1000-Meter-Zeitfahren
- Bahn-Weltmeisterschaften – Teamsprint (mit René Enders und Max Niederlag)
- Deutscher Meister – 1000-Meter-Zeitfahren

2017
- Weltcup in Manchester – Teamsprint (mit Maximilian Levy und Robert Förstemann)
- Bahn-Europameisterschaften – 1000-Meter-Zeitfahren, Teamsprint (mit Robert Förstemann und Maximilian Levy)

2018
- Bahn-Europameisterschaften – 1000-Meter-Zeitfahren
- Bahn-Europameisterschaften – Teamsprint (mit Timo Bichler und Stefan Bötticher)
- Weltcup in Berlin – 1000-Meter-Zeitfahren

2020
- Weltcup in Milton – Keirin

2021
- Europameisterschaft – Keirin
- Weltmeisterschaft – 1000-Meter-Zeitfahren, Teamsprint (mit Stefan Bötticher, Nik Schröter und Marc Jurczyk)